# Forest Park (Illinois)
Forest Park è un comune degli Stati Uniti d'America, situato in Illinois, nella contea di Cook.